# Sarah Perry
Sarah Grace Perry (Chelmsford, 1979. november 28. –) angol író. Négy regénye jelent meg: After Me Comes the Flood (2014), The Essex Serpent (2016), Melmoth (2018) és Enlightenment (2024). Műveit 22 nyelvre fordították le. 2023 júliusában kinevezték az Essexi Egyetem kancellárjává, hivatalosan 2023. augusztus 1-jén kezdte meg munkáját ebben a tisztségben.

## Fiatalkora és iskolái
Perry öt lánytestvér közül a legfiatalabbként született az essexi Chelmsfordban, egy szigorú baptista gyülekezethez tartozó, hívő keresztény családban. Úgy nőtt fel, hogy szinte egyáltalán nem volt hozzáférése a kortárs művészethez, kultúrához és íráshoz, ezért idejét klasszikus zenével, klasszikus regényekkel és költészettel, valamint egyházi tevékenységekkel töltötte. Azt mondja, hogy a régi irodalomban és a King James Bibliában való korai elmélyülés mélyen befolyásolta írói stílusát. A Chelmsford megyei leánygimnáziumba járt. Férjéhez, Robert Perryhez 20 éves korában ment feleségül. Az Anglia Polytechnic Egyetemen (ma Anglia Ruskin University) angol irodalomból szerzett diplomát, majd rövid ideig a közszolgálatban dolgozott.
Perry kreatív írásból doktorált a Royal Holloway Egyetemen, ahol Sir Andrew Motion volt a témavezetője. Doktori disszertációja a gótikáról szólt Iris Murdoch írásaiban, és Perry ezt követően az Aeon magazinban publikált egy cikket a gótikáról.
Doktori disszertációmban a hely erejéről írtam, különösen az épületek fontosságáról a gótikában (egy olyan műfajban, amelyben úgy találom magam, soha nem is akartam volna). A gótikus örökséghez tartozó regényirodalom nagy hangsúlyt fektet a belső tér erőteljes jelentőségére, kezdve a kastélytól, ahol Jonathan Harker meghúzza magát, egészen Thornfieldig, Hilary Mantel Beyond Black című művének külvárosi házaitól a The Monk című regény hátborzongató kriptáiig.
2013-ban a Gladstone Könyvtár írórezidense volt.
2004-ben elnyerte a Shiva Naipaul-emlékdíjat utazási írásokért az „Egy kis váratlan” című, Fülöp-szigeteki élményeiről szóló cikkéért.
2018 júniusában a „40 Under 40” kezdeményezés keretében a Royal Society of Literature tagjává választották.

## Regények

### After Me Comes the Flood
Perry bemutatkozó regénye, az After Me Comes the Flood 2014-ben jelent meg a Serpent's Tail kiadónál, és olyan kritikusoktól kapott elismerő kritikákat, mint a The Daily Telegraph és a The Guardian. A regény egy John Cole nevű férfi történetét meséli el, aki egy idegen világba téved, miközben a szárazság közepette a bátyját keresi. John Burnside, a The Guardian írója „rendkívüli” és „figyelemre méltó debütálásnak” nevezte a könyvet.

### The Essex Serpent
Második regénye, The Essex Serpent szintén a Serpent's Tail kiadónál jelent meg 2016-ban. Az Essex partjainál élő tengeri kígyó mítosza által inspirált regény egy viktoriánus özvegyasszony, Cora Seaborne és a barátai történetét meséli el, akik körülveszik őt zsarnoki férje halála után. Corát izgatja és magával ragadja a kígyó visszatérésének lehetősége, ám összeütközésbe kerül a helyi plébánossal, William Ransome-mal, aki eltökélten igyekszik felszámolni a babonákat vidéki plébániáján.
A regény ismét gótikus stílusban íródott, a jóság, a barátság, a babona és a szerelem témáit járja körül, és ismét pozitív kritikákat kapott; John Burnside, akit a könyv borítóján idéznek, így ír: „Ha Charles Dickens és Bram Stoker összeálltak volna, hogy megírják a nagy viktoriánus regényt, vajon felülmúlta volna-e Az essexi kígyót? Nem lehet tudni, de Sarah Perry mindössze második munkájával az egyik legjobb regényírónak bizonyul, aki ma Nagy-Britanniában dolgozik.”
A The Essex Serpent-et a 2016-os Costa Book Awards-on regény kategóriában jelölték, és a Waterstones 2016-ban az év könyvének választotta. 2017-ben a Baileys Women's Prize for Fiction hosszú listájára került. Az Apple TV+-on 2022-ben limitált sorozatot készítettek belőle.

### Melmoth
Harmadik regényének címe Melmoth, és Charles Maturin Melmoth the Wanderer című gótikus regénye ihlette. A Serpent's Tail kiadónál jelent meg 2018 októberében. A Melmoth a 2019-es Dylan Thomas-díj jelöltjei közé került.

### Enlightenment
Perry negyedik regénye, az Enlightenment 2024 májusában jelent meg a Cape kiadónál 2024 májusában. A The Times Literary Supplement „a hit és a tények kapcsolatának felemelő perspektívájának” és „a félrevezetés finom darabjának” nevezte. A 2024-es Booker-díjra jelölték.

### Magyarul megjelent
- Az essexi kígyó (The Essex Serpent) – XXI. Század, Budapest, 2017 · ISBN 9786155638978 · fordította: Borbély Judit Bernadett
- Melmoth (Melmoth) – XXI. Század, Budapest, 2018 · ISBN 9786155759543 · fordította: Sziklai István
- Megvilágosodás (Enlightenment) – XXI. Század, Budapest, 2024 · ISBN 9789635684953 · fordította: Borbély Judit Bernadett

## Egyéb információk
- Honlapja

## Fordítás
- Ez a szócikk részben vagy egészben  a   Sarah Perry című angol Wikipédia-szócikk fordításán alapul.  Az eredeti cikk szerkesztőit annak laptörténete sorolja fel. Ez a jelzés csupán a megfogalmazás eredetét és a szerzői jogokat jelzi, nem szolgál a cikkben szereplő információk forrásmegjelöléseként.